# Croton merrillianus
Espèce
Croton merrillianus est une espèce de plantes à fleurs du genre Croton et de la famille Euphorbiaceae présente en Chine (à l'ouest de Guangxi, et au sud-ouest d'Hainan).